# Каміно-Тассахара (Каліфорнія)
Каміно-Тассахара (англ. Camino Tassajara) — переписна місцевість (CDP) в США, в окрузі Контра-Коста штату Каліфорнія. Населення — 4951 особа (2020).

## Географія
Каміно-Тассахара розташоване за координатами 37°47′27″ пн. ш. 121°53′6″ зх. д. / 37.79083° пн. ш. 121.88500° зх. д. (37.790965, -121.884979).  За даними Бюро перепису населення США в 2010 році переписна місцевість мала площу 3,27 км², уся площа — суходіл.

## Демографія
Згідно з переписом 2010 року, у переписній місцевості мешкало 2197 осіб у 632 домогосподарствах у складі 576 родин. Густота населення становила 673 особи/км².  Було 642 помешкання (197/км²).
Расовий склад населення:
| - 50,8 % — азіатів - 39,9 % — білих - 2,4 % — чорних або афроамериканців - 0,2 % — корінних американців - 1,5 % — осіб інших рас |

До двох чи більше рас належало 5,1 %. Частка іспаномовних становила 6,3 % від усіх жителів.
За віковим діапазоном населення розподілялося таким чином: 36,4 % — особи молодші 18 років, 59,3 % — особи у віці 18—64 років, 4,3 % — особи у віці 65 років та старші. Медіана віку мешканця становила 35,2 року. На 100 осіб жіночої статі у переписній місцевості припадало 98,8 чоловіків;  на 100 жінок у віці від 18 років та старших — 96,1 чоловіків також старших 18 років.
Середній дохід на одне домашнє господарство  становив 218 411 долар США (медіана — 160 583), а середній дохід на одну сім'ю — 216 728 доларів (медіана — 157 398). За межею бідності перебувало 8,0 % осіб, у тому числі 12,9 % дітей у віці до 18 років та 0,0 % осіб у віці 65 років та старших.
Цивільне працевлаштоване населення становило 1080 осіб. Основні галузі зайнятості: науковці, спеціалісти, менеджери — 25,6 %, фінанси, страхування та нерухомість — 17,3 %, освіта, охорона здоров'я та соціальна допомога — 17,0 %.